# Sestu
Sestu (en sard, Sestu) és un municipi italià, situat a la regió de Sardenya i a la Ciutat metropolitana de Càller. L'any 2010 tenia 19.921 habitants. Es troba a la regió de Campidano di Cagliari. Limita amb els municipis d'Assemini, Càller, Elmas, Monserrato Monastir, San Sperate, Selargius, Serdiana, Settimo San Pietro i Ussana.

## Administració
| Període | Identitat | Partit         |
| ------- | --------- | -------------- |
| 2005-   | Aldo Pili | Centreesquerra |